# Distretto di Gulou (Xuzhou)
Il distretto di Gulou (鼓楼区S, Gǔlóu QūP) è un distretto della Cina, situato nella provincia di Jiangsu e amministrato dalla prefettura di Xuzhou.